# Generoso Alves de Siqueira
Generoso Alves de Siqueira (Cuiabá, 4 de outubro de 1889 – Santo André, 24 de agosto de 1951) foi um advogado e político brasileiro.
Filho de João Ludgero de Siqueira e de Dona Humbelinda Alves de Siqueira, o doutor Generoso Alves de Siqueira foi por anos um político militante em Mato Grosso, tendo sido vereador, presidente da Câmara Municipal e prefeito da cidade de Três Lagoas. Foi também deputado estadual e vice-governador de Mato Grosso.
Casou-se com Odete Flaquer de Siqueira e teve os seguintes filhos: Maria Aparecida, Maria José, Antônio Paulo, Generoso André, Maria Elisa e Maria Cecília. Na zona rural de Três Lagoas, foi proprietário da fazenda Canaã, vizinha da Fazenda Beltrão, de Jovino José Fernandes.
Nas primeiras eleições feitas em Três Lagoas, foi eleito para o cargo de intendente geral, posição em que atuou de janeiro de 1921 a dezembro de 1923.
Mudou-se para a Região do Grande ABC, em São Paulo, vindo a tornar-se prefeito de São Bernardo, entre 16/02/1936 e 15/08/1936.
Em sua homenagem, uma escola foi nomeada com seu nome, ela é localizada na Av. Dom Pedro I na VL Vitoria em Santo André.